# Samacá
Samacá ist eine Gemeinde (municipio) im Departamento Boyacá in Kolumbien.

## Geographie
Samacá liegt im Departamento de Boyacá in der Provinz Centro, 32 km von Tunja und 159 km von Bogotá entfernt, in den kolumbianischen Anden. An die Gemeinde grenzen im Norden Sáchica, Sora und Cucaita, im Osten Tunja und Ventaquemada, im Süden Ventaquemada, Ráquira sowie Guachetá im Departamento Cundinamarca und im Westen Ráquira.

## Demographie
Die Gemeinde Samacá hat 20.767 Einwohner, von denen 6250 im städtischen Teil (cabecera municipal) der Gemeinde leben (Stand: 2019).

## Geschichte
Samacá geht auf Siedlungen aus vorkolonialer Zeit zurück. Die spanische Gründung von Samacá erfolgte 1556.

## Persönlichkeiten
- Luis Felipe Sánchez Aponte (* 1947), Bischof von Chiquinquirá